# 宽叶缬草
宽叶缬草（学名：Valeriana officinalis var. latifolia）为败酱科缬草属下的一个变种。

## 扩展阅读
- 維基物種上的相關：宽叶缬草